# Lepturges bucki
Lepturges bucki är en skalbaggsart som beskrevs av Julius Melzer 1930. Lepturges bucki ingår i släktet Lepturges och familjen långhorningar. Inga underarter finns listade i Catalogue of Life.